# Tycherus fuscicornis
Tycherus fuscicornis är en stekelart som först beskrevs av Wesmael 1845.  Tycherus fuscicornis ingår i släktet Tycherus och familjen brokparasitsteklar. Arten är reproducerande i Sverige. Utöver nominatformen finns också underarten T. f. mediterraneus.